# Toyota 4Runner
Der Toyota 4Runner ist ein SUV von Toyota, das seit 1984 in Nordamerika verkauft wird und im Toyota-Werk in Tahara (Aichi) produziert wird.
Bis 2009 wurde es auch in Japan im Hino-Werk in Hamura produziert und in Japan und anderen asiatischen Ländern als Toyota Hilux Surf verkauft. Zeitweilig wurde der 4Runner/Hilux Surf auch auf anderen Kontinenten wie Europa angeboten und im Toyota-Werk in Tahara (Aichi) oder in Brasilien hergestellt.
Der erste 4Runner war eine Weiterentwicklung der auf dem Pick-up Toyota Hilux basierenden Modelle TrailBlazer/Trekker/Wolverine. Sodann war diese Generation ein Pick-up mit einer GFK-Haube über der Pritsche. Mittlerweile machte das Modell aber eine umfangreiche Entwicklung durch, und die aktuelle Generation ist ein großer SUV. Sein Crossover-Gegenstück ist der Highlander.

## 4Runner N60 (1984–1989)

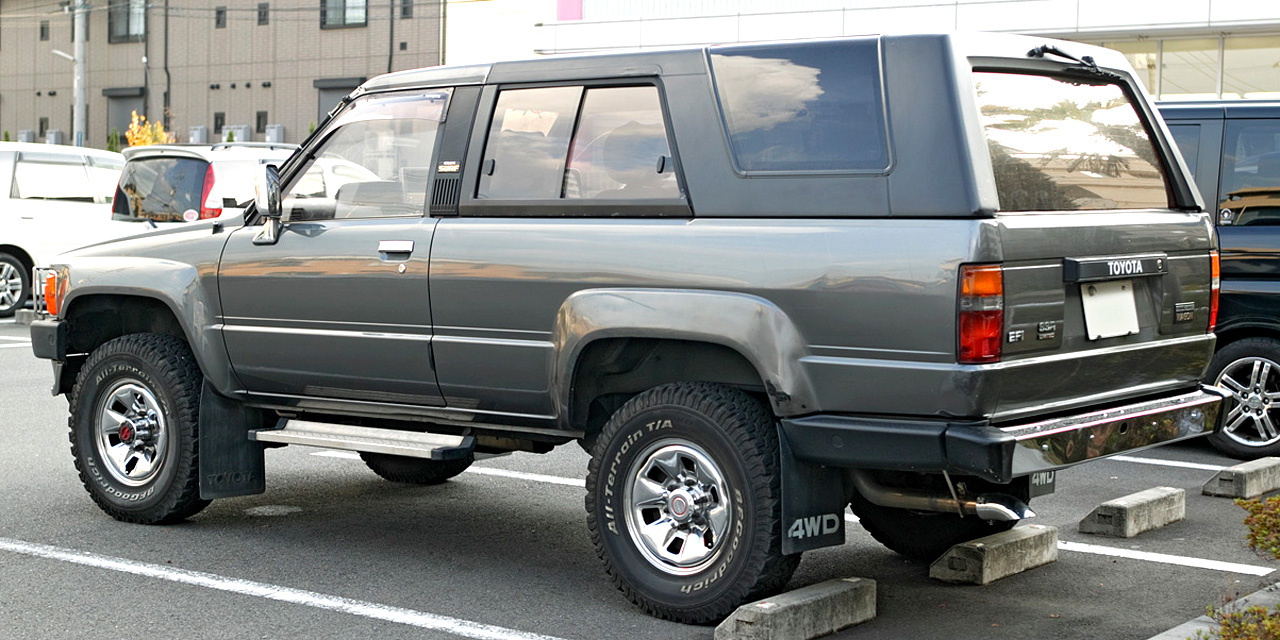
Toyota Hilux Surf Wagon

Der Hilux, von dem der 4Runner ursprünglich abstammt, wurde im Sommer 1983 grundlegend überarbeitet. Viele andere Automobilhersteller führten Mitte der 1980er-Jahre mittelgroße SUV ein (z. B. den Ford Bronco II, den Chevrolet S-10 Blazer, den Nissan Pathfinder), und so erhöhte sich der Druck auf Toyota, ein entsprechendes Modell anzubieten. Statt ein neues Modell zu entwickeln, bediente sich Toyota seines Pick-up-Modells und versah es mit einer einteiligen Karosserie mit GFK-Aufsatz (so wie der große Ford Bronco oder der Chevrolet K5 Blazer) und ausbaubaren Rücksitzen.
So war die erste Generation des 4Runner mit dem Pick-up mechanisch fast gleich. Alle diese Wagen hatten zwei Türen und waren mit dem Pick-up vom Armaturenbrett nach vorne baugleich. Fast alle Änderungen betrafen nur den hinteren Teil der Karosserie. Weil die hinteren Blattfedern nicht verstärkt wurden, um das zusätzliche Gewicht der Rücksitzbank und des GFK-Daches zu tragen, leiden Wagen mit höherer Laufleistung aus dieser Generation häufig an ausgeleierten Blattfedern. Somit liegt der Wagen hinten tiefer als vorne.
Der erste 4Runner wurde im Frühjahr 1984 als 1984-½ er-Modell eingeführt. In diesem Jahr waren alle Modelle mit einem schwarzen oder weißen GFK-Dach versehen. Es gab ein SR5-Ausstattungspaket für den Innenraum mit zusätzlichen Anzeigen, besseren Stoffen und serienmäßigen Rücksitzen. Alle Modelle dieses Jahres hatten den 2,4 l-R4-Vergasermotor Toyota 22R, und es gab ein Allradantriebssystem mit vorderer Starrachse, was allerdings 1986 – sehr zum Bedauern vieler Offroad-Enthusiasten – geändert wurde.
1985 wurde der 2,4-Liter-R4-Motor mit elektronischer Benzineinspritzung, Typ Toyota 22R-E, eingeführt (die Vergasermaschine blieb aber bis 1988 erhältlich). Zusätzlich gab es ab 1985 Rücksitze serienmäßig in allen 4Runner-Ausführungen, nicht nur beim SR5.
1986 wurden alle auf dem US-Markt angebotenen Toyota-Pick-ups (und auch der 4Runner) wesentlichen Konstruktionsänderungen unterzogen: Anstatt der vorderen Starrachse bekamen sie Einzelradaufhängung vorne. Die Spur wurde um 76 mm vergrößert. Diese Änderungen machten die Wagen auf der Straße komfortabler und verbesserten ihre Fahrstabilität und das Handling. Aber offensichtlich verschlechterte die Einzelradaufhängung die Geländequalitäten. In Japan bekam auch der Hilux Surf (der mit dem 4Runner baugleich war) die neue Radaufhängung und wurde als Hi-Trac verkauft. Die Pick-ups in Japan aber behielten ihre Starrachse. Der Kühlergrill des 4Runner wurde 1986 von einem dreigeteilten in ein zweigeteiltes Exemplar geändert. Die GFK-Dächer wurden der Außenfarbe des Wagens angepasst; es gab blaue, rote und in einigen Fällen auch goldfarbige Dächer, während die 4Runner in anderen Farben weiterhin schwarze oder weiße Dächer hatten.

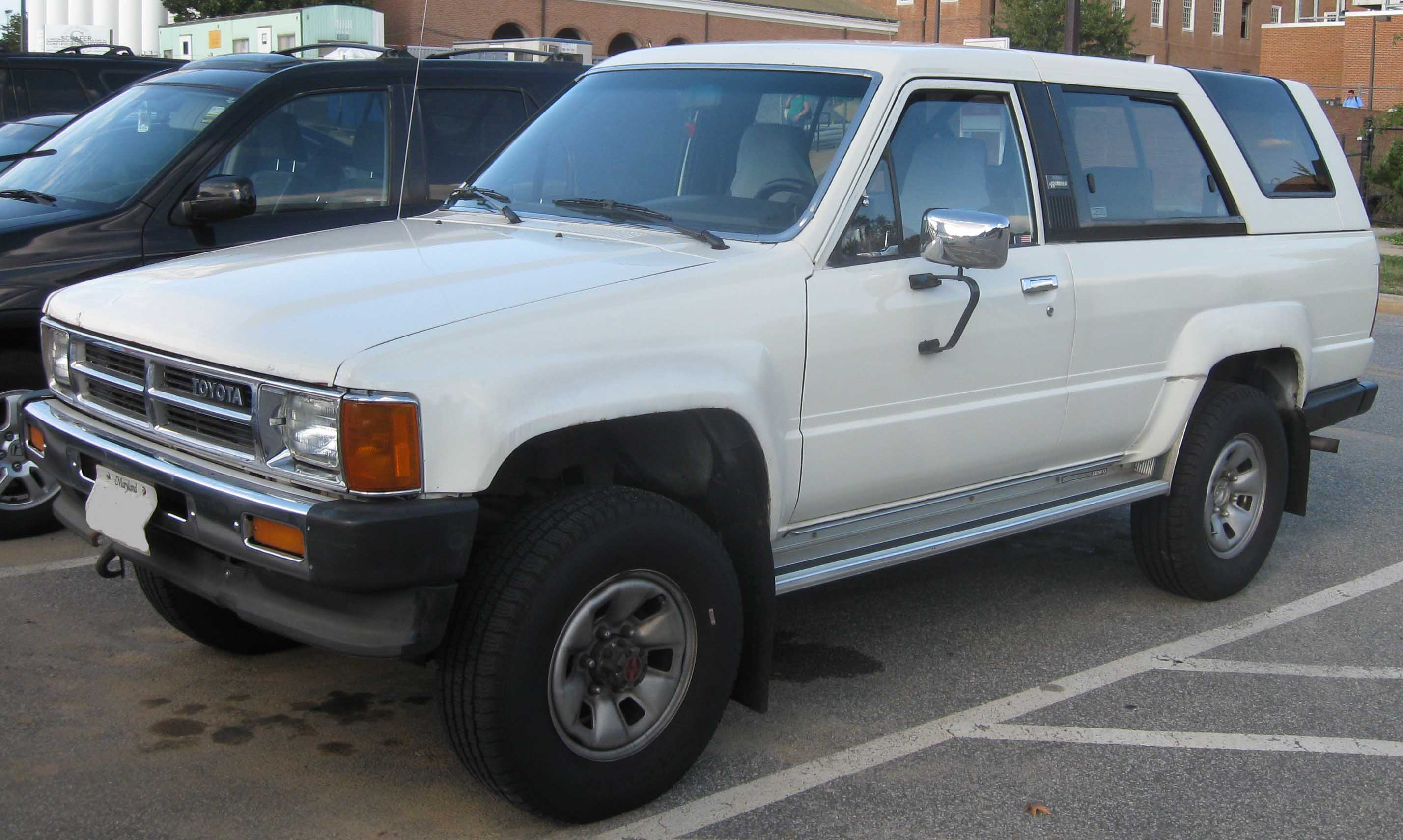
Toyota 4Runner (1986–1989)

Von 1984 bis 1986 wurden viele 4Runner ohne Rücksitze in die USA eingeführt. Mit nur zwei Sitzplätzen konnten die Wagen als Nutzfahrzeuge anstatt Freizeitwagen zugelassen werden, womit deutlich weniger Einfuhrzoll zu bezahlen war. Die meisten dieser Fahrzeuge wurden nachträglich von den US-amerikanischen Händlern mit Rücksitzen und Sicherheitsgurten ausgestattet.
Ebenfalls 1986 wurde der mit einem Turbolader versehene Motor 22R-TE eingeführt, wobei dieser allerdings deutlich seltener als der 22R-E geordert wurde. Es scheint, dass alle turbogeladenen 4Runner in den USA auch mit automatischem Getriebe ausgestattet waren, obwohl es für die Turboversion des Pick-ups auch ein manuell zu schaltendes Fünfganggetriebe gab. Die meisten Turbo-4Runner hatten das Ausstattungspaket SR5 und alle waren mit einem stärkeren hinteren Differenzial ausgestattet. Einfacher ausgestattete Turbomodelle hatten eine Anzeigeleuchte für den Turbo, die besseren Modelle eine digitale Anzeige des Ladedrucks. Es gab auch Saug- und Turbodieselmotoren für diese Fahrzeuge, aber die waren in den USA überhaupt nicht gefragt.
1988 kam zur 22R-E-Maschine auf Wunsch ein 3,0-Liter-V6-Motor des Typs Toyota 3VZ-E hinzu. Dieser Motor war deutlich größer und stärker als die Vierzylindermotoren. Wagen mit dem großen V6-Motor hatten das gleiche verstärkte Hinterachsdifferenzial wie die Turbo-Vierzylinder, ein ganz neues Getriebe und ein neues Verteilergetriebe. Dieses Verteilergetriebe hatte Kettenantrieb und lief ruhiger als das bisherige zahnradgetriebene, war aber auch anfälliger für Probleme.
Ein Motor, der sowohl in den USA als auch in Japan selten eingesetzt wurde, war der Vierzylinder vom Typ Toyota 3Y anstatt des üblicheren 22R. In Neuseeland wurde dieser Motor vorwiegend verwendet und später vom 2,2-Liter-R4, Typ Toyota 4Y, abgelöst. Dies entsprang einem Gleichteilekonzept von Toyota Neuseeland, da es zu dieser Zeit keinen anderen Toyota dort mit dem 22R-Motor gab.
1989 gab es ein paar kleine kosmetische Änderungen, aber da das Nachfolgemodell bereits in Vorbereitung war, ließ man es dabei bewenden.

### Europa
In einige europäische Länder wie Österreich, Schweiz, Benelux- und die nordischen Länder wurden mit dem Einbau der Dieselmotoren aus dem Hilux ab 1985 die ersten Modelle des 4-Runner exportiert. Nach Deutschland gelangten die ersten Modelle nur als Grauimport über freie Händler.

## 4Runner N130 (1989–1995)

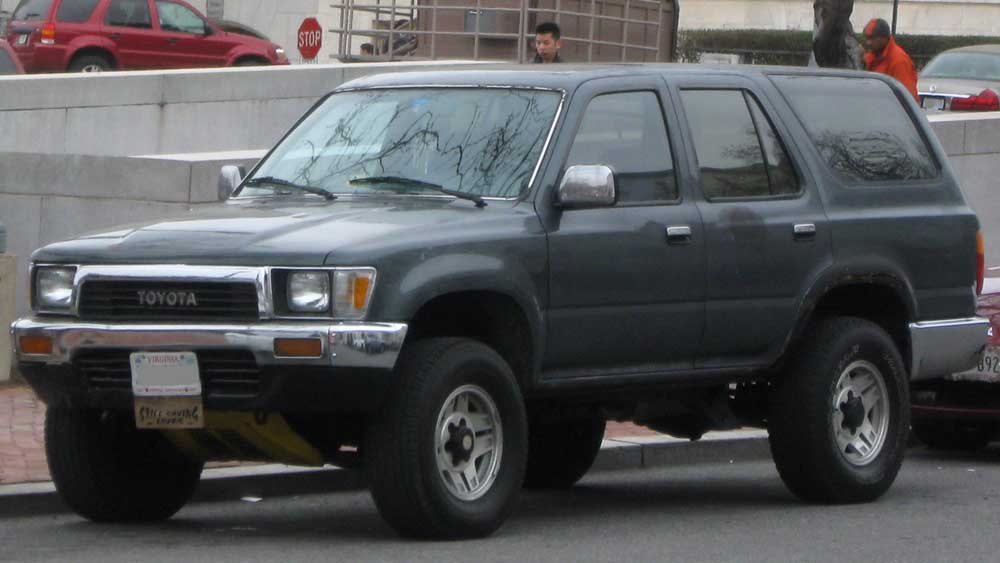
Toyota 4Runner Fünftürer
(1989–1992)

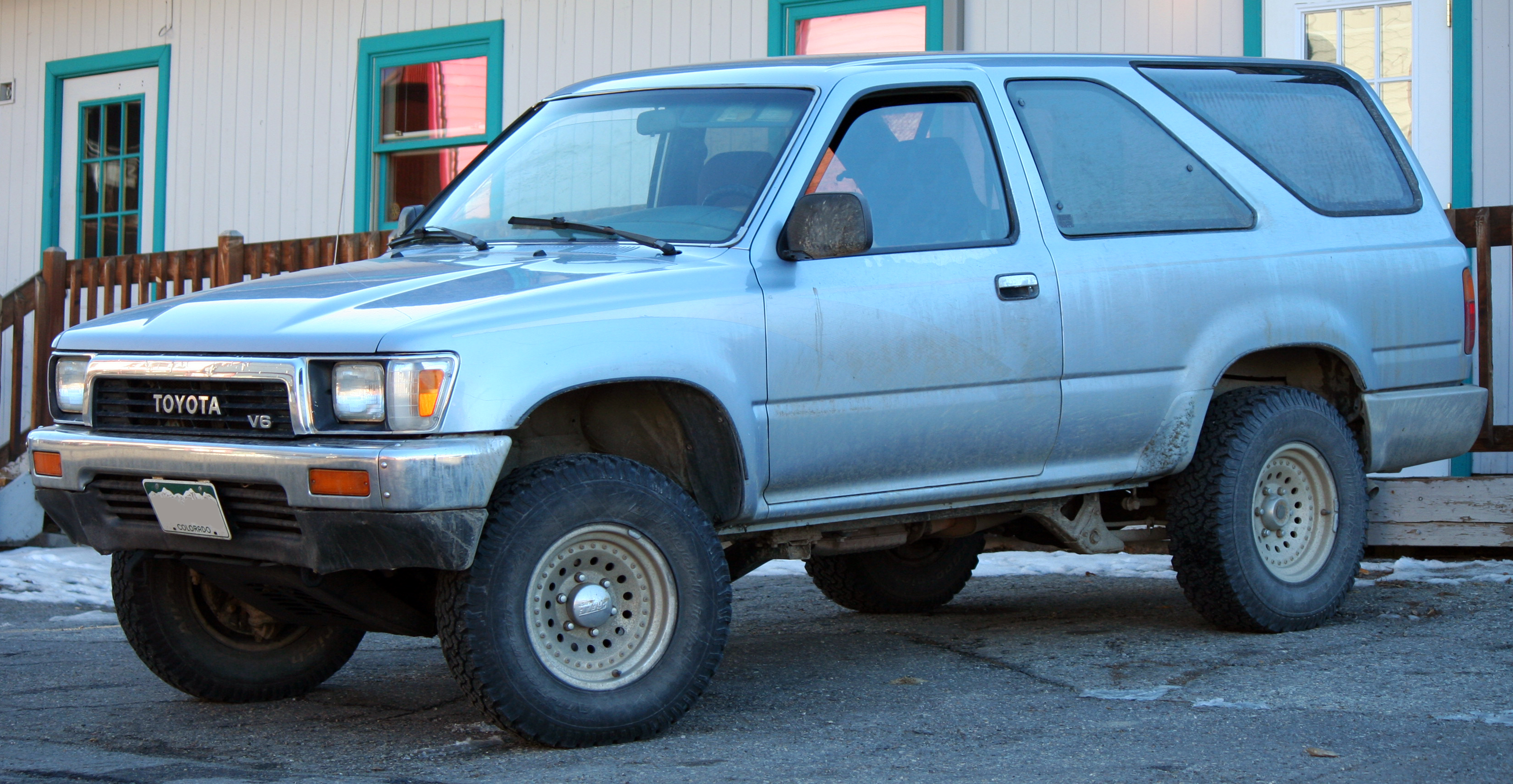
Toyota 4Runner Dreitürer (1989–1992)

1989 wandte man sich vollständig vom 4Runner der ersten Generation ab. Die neue Karosserie ruhte zwar immer noch auf dem Fahrgestell des Pick-ups, war aber komplett eigenständig. Den Unterschied sieht man deutlich, wenn man Pick-ups und 4Runner aus dem gleichen Baujahr vergleicht: Die 1984er-Modelle sehen sich da sehr ähnlich, während die 1990er-Modelle nur noch einige wenige Stylingdetails gemeinsam haben.
Fast alle 4Runner der zweiten Generation waren Fünftürer, auch wenn es 1989 bis 1992 auch einen Dreitürer gab. Diese Modelle ähneln den Viertürern jener Zeit, bei denen die Karosserie in einem Teil (und nicht Führerhaus und Aufbau getrennt) gefertigt wurde. Dreitürige 4Runner aus dieser Zeit sind sehr selten, und ihre Fertigung wurde im August 1992 aufgegeben, vermutlich wegen der höheren Einfuhrzölle und der hohen Versicherungseinstufung.
Weil aber die Antriebskomponenten von Pick-up und 4Runner immer noch gleich waren, gab es für beide Modellreihen auch die gleichen Motoren. Für Fahrzeuge mit Hinterradantrieb und Allradantrieb gab es weiterhin den 2,4-Liter-R4 (Typ 22R-E) und den 3,0-Liter-V6 (Typ 3VZ). Der neue 4Runner hatte auch die neue Vorderachskonstruktion von seinem Vorgänger übernommen. Das alte zahnradgetriebene Mitteldifferenzial lief aus, und das neue, kettengetriebene wurde zusammen mit beiden Motoren verbaut, vermutlich, um die Laufgeräusche und Vibrationen zu begrenzen.
Den Hilux Surf für den japanischen Markt gab es auch mit verschiedenen Dieselmotoren, einschließlich des 2,4-Liter-R4-Turbodiesels, Typ Toyota 2L-TE (bis 1993), und später des 3,0-Liter-R4-Turbodiesels, Typ Toyota 1KZ-TE. Einige wenige Exemplare wurden auch mit einem 2,0-Liter-R4-Benzinmotor, Typ Toyota 3Y, ausgeliefert. Üblich war die Turbonachrüstung für Saugdieselmotoren (z. B. den 2,8-Liter-R4), mit oder ohne Ladeluftkühler, was die Leistung erheblich steigert.
Die meisten anderen damaligen SUV mit eigenständiger Karosserie (z. B. Nissan Pathfinder oder Ford Explorer) hatten normale, einteilige Heckklappen mit Rückfenster, die nach oben öffneten. Der 4Runner hatte – übernommen von Vorgänger – dagegen eine Heckbordwand mit elektrischem Fenster. Zum Öffnen musste man zuerst das Heckfenster herunterlassen und dann die unten angeschlagene Heckbordwand wie bei einem Pick-up öffnen.
1992 wurde der 4Runner leicht überarbeitet und bekam Modulscheinwerfer anstatt der zunehmend rückständigen Sealed-Beam-Rechteckscheinwerfer. 1993 bis 1995 – dem letzten Produktionsjahr für die zweite Generation des 4Runner – gab es noch weitere kosmetische Änderungen.

### Europa
Früher waren die Importaktivitäten von Toyota – wie bei den meisten japanischen Herstellern – noch nicht europaweit gebündelt. Dies führte dazu, dass einzelne Modelle in bestimmte europäische Länder gar nicht und andere nur mit bestimmten Motorvarianten importiert wurden. So wurde nun der 4Runner zwar offiziell auch in Deutschland angeboten, jedoch nur mit dem 3,0-Liter-V6-Benzinmotor. In einigen europäischen Ländern wurde dagegen auch der 3,0-Liter-Dieselmotor angeboten. Nachdem diverse Kunden sich einen 4Runner mit Dieselmotor teilweise über Toyota-Händler und freie Händler importierten, nahm Toyota ab 1993 den Dieselmotor offiziell ins Modellangebot.

### Sicherheitsaspekte
Sowohl die erste als auch die zweite Generation des 4Runner wurden als unsichere SUV bezeichnet. Die Crash-Vorschriften für leichte Nutzfahrzeuge in den USA waren in den 1980er- und 1990er-Jahren nicht sehr streng, und so waren alle frühen 4Runner mit Türen ausgestattet, die bei einem Seitenaufprall wenig Schutz boten. An den meisten Stellen waren wenig mehr als zwei Bleche und das Fenster, die ein eindringendes Fahrzeug davon abhalten sollten, die Passagiere zu verletzen. Die zweite Generation des 4Runner bekam für die Fahrerseite beim Frontalaufprall nur einen Stern, die Beifahrerseite immerhin vier Sterne. Spätere Crash-Normen verlangten wie bei anderen Personenwagen einen spezifischen Seitenaufprallschutz in den Türen.
Der meistgehörte Vorwurf aber war, dass der 4Runner – wie viele andere SUV mit schmaler Spur – zum Überschlagen neigte. Viele leichte SUV der damaligen Zeit hatten relativ hohe Schwerpunkte und überschlugen sich daher beim Einwirken entsprechender Kräfte leicht zur Seite. Ob dies im Straßenverkehr eine ernsthafte Gefahr darstellt, hängt von vielen Parametern, z. B. der Geschwindigkeit, den aufgezogenen Reifen, der Beschaffenheit der Straßenoberfläche und den Fähigkeiten des Fahrers, brenzlige Situationen vorherzusehen und abzuwenden, ab. Die dritte Generation des 4Runner hatte eine breitere Spur, aber man weiß nicht, ob dies eine direkte Reaktion auf den erhöhten Druck von Sicherheitsexperten war oder andere Gründe hatte.

## 4Runner N180 (1995–2002)
Im Jahre 1995 wurde der etwas überholt aussehende 4Runner nochmals deutlich überarbeitet. Während der Übergang von der ersten zur zweiten Generation die Fertigungsqualität und die Sonderausstattungen im Wesentlichen auf dem gleichen Niveau wie bei den anderen mittelgroßen SUV hielt, markiert die Einführung der dritten Generation die Hinwendung zu mehr Luxus. Der Nissan Pathfinder machte diese Entwicklung mit, aber die beiden waren ab diesem Zeitpunkt in einer ganz anderen Klasse wie ihre bisherigen Wettbewerber Ford Explorer, Chevrolet Blazer und Isuzu Rodeo. Optisch sah die dritte Generation des 4Runner der zweiten recht ähnlich.
Diese Ähnlichkeit beschränkte sich aber definitiv auf die Optik. Grundkonstruktion und Konzept wurden übernommen, aber vollkommen neu mit einer neuen Karosserie und einem neuen Fahrwerk interpretiert. Diesmal hatte die Technik nichts mehr mit dem Pick-up zu tun, von dem der 4Runner ursprünglich abstammte, sondern eher mit dem Land Cruiser Prado, von dem das Fahrwerk verwendet wurde.
Auch hatte die dritte Generation des 4Runner neue Motoren zu bieten, wie sie auch in der ersten Generation des Pick-ups Tacoma installiert waren:
- Ein 2,7-Liter-R4, Typ Toyota 3RZ-FE, ersetzte den alten 2,4-Liter-R4 vom Typ 22R-E. Er lieferte 150 bhp (110 kW) Leistung bei 4800 min−1 und ein maximales Drehmoment von 240 Nm bei 4000 min−1.
- Ein 3,4-Liter-V6, Typ Toyota 5VZ-FE, ersetzte den alten 3,0-Liter-V6 vom Typ 3VZ-E. Er lieferte 183 bhp (135 kW) Leistung bei 4800 min−1 und ein maximales Drehmoment von 294 Nm bei 3600 min−1.

1996 wurde der 4Runner in Großbritannien aus dem Verkauf genommen und durch den Land Cruiser Prado ersetzt, der als ‘’Toyota Land Cruiser Colorado’’ angeboten wurde.
Die wesentlichen Änderungen bei der dritten Generation gegenüber der zweiten sind eine längere Karosserie auf einem längeren Fahrgestell, mehr Innenraum, mehr Gepäckraum, Airbags für Fahrer und Beifahrer, ABS, normale, oben angeschlagene Heckklappe, Schraubenfedern rundum, Zahnstangenlenkung und aerodynamisch in die Karosserie eingefügte Scheinwerfer mit Glasabdeckung. Zusätzlich hatten die Hilux-Surf-Modelle von Anfang an 16-Zoll-Felgen und bekamen erstmals ein Zentraldifferenzial für den Allradantrieb, das Fahren in schwerem Gelände ohne Komplikationen ermöglichte. Das bisherige System behielt man, um weiterhin ein Umschalten von Hinter- auf Allradantrieb unter Last zu ermöglichen.
1997 wurde der 4Runner nur in einigen kleineren Punkten überarbeitet; so wurde z. B. die Gepäckraumabdeckung passend zu den Außenfarben geliefert.
1998 blieb der 4Runner weitgehend unverändert außer einigen Änderungen in der Elektronik: Es gab neue Schalter und ein neu entworfenes Vierspeichenlenkrad, das auch Änderungen am Airbagsystem erforderte.

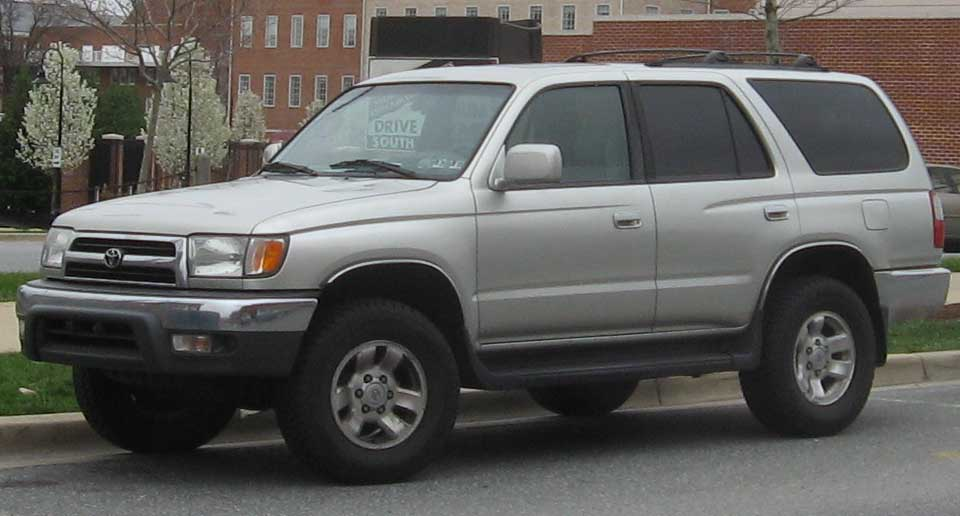
Toyota 4Runner (1999–2001)

1999 wurden sowohl kosmetisch als auch bezüglich der Innenausstattung überarbeitet. Sie bekamen Stoßfänger mit „fetter Lippe“ und Scheinwerfer mit Mehrachs-Parabolcharakterisitik, Projektions-Nebellampen und modernisierte Positions- und Blinklichter. Bei den Modellen Limited und Highlander (später: Sport Edition) wurden die Trittbretter, Front- und Heckstoßfänger und die Spritzlappen in Wagenfarbe geliefert. Die Bedienung wurde komplett neu arrangiert, wobei die Bedienelemente für das Heckfenster und die Heizung in der Mitte des Armaturenbrettes landeten. Die Limited-Modelle erhielten eine ganz neue elektronische Temperaturkontrolleinheit und eine verbesserte Stereoanlage.

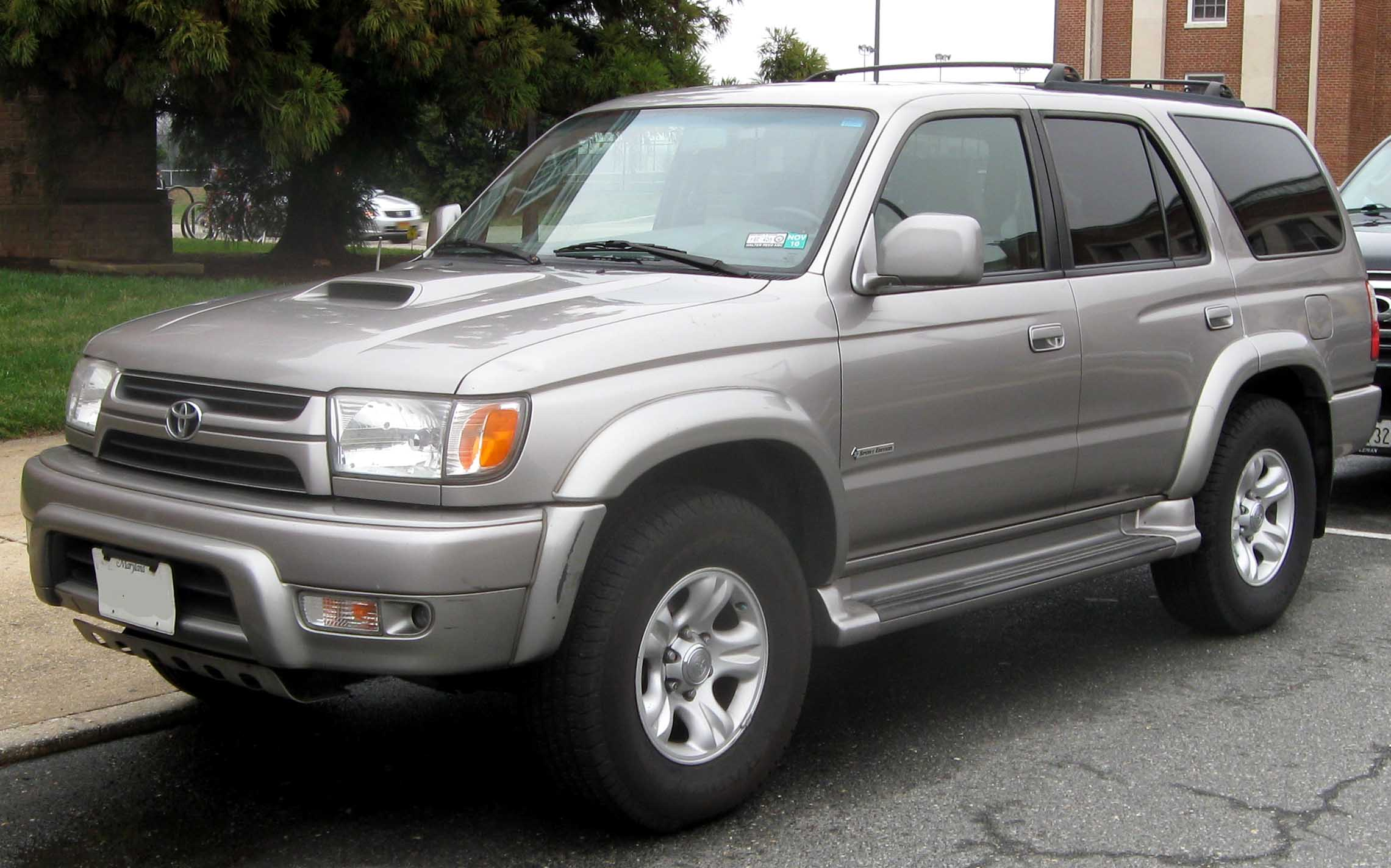
Toyota 4Runner Sport Edition (2001–2002)

2001 erhielt der 4Runner transparente Kalotten für die Heckleuchten und einen neuen Kühlergrill. Die Räder bekamen Fünfspeichenfelgen. Auch die Limited-Modelle bekamen neue Fünfspeichenfelgen, aber andere als das Basis- und das SR5-Modell. Es gab auch neue, schlankere Außenspiegel. Auch die Basis- und SR5-Modelle des 4Runner bekamen neue Bedienelemente für die Klimaautomatik mit drei Hebeln und zwei Knöpfen im Gegensatz zu den zwei Schiebereglern und den zwei Knöpfen der Vorgängermodelle. Alle wurden 2001 serienmäßig mit Elektronischer Stabilitätskontrolle (ESP) ausgestattet.

### Andere Märkte
Dieses Modell wurde in Europa nur noch mit dem 3,0-Liter-Dieselmotor angeboten. Je nach einzelnem Land endete der Import des 4Runner. In Deutschland verschwand der 4Runner aus dem Modellangebot mit dem Erscheinen des Toyota RAV4II, der nun auch in größerer Version und mit Dieselmotor erhältlich war.
In Südamerika wurde dieses Modell als Toyota Hilux SW4 angeboten.

## 4Runner N210 (2002–2009)
Der neue 4Runner wurde im Oktober 2002 als Modell 2003 vorgestellt. Es wurde nun nur noch in Nordamerika und in Asien offiziell angeboten. In anderen Märkten übernahm das Segment teilweise der Land Cruiser Prado oder der Toyota RAV4.
Die vierte Generation des 4Runner hatte weitgehende Änderungen am Fahrgestell, zielte aber auf die gleiche Klientel wie die dritte Generation. Der neue 4Runner basierte auf dem Land Cruiser Prado der Serie 120, behielt sein Styling und wurde im Segment der luxuriöseren SUV mit Offroad-Qualitäten vermarktet. Verfügbar waren die Ausstattungslinien SR5, Sport Edition und Limited. Die Serienmotorisierung ist der komplett neue, emissionsarme 4,0-Liter-V6, Typ Toyota 1GR-FE, aber erstmals gibt es auf Wunsch auch einen V8-Motor mit 4,7 Liter Hubraum, Typ 2UZ-FE, der 260 bhp (194 kW) leistet und ein Drehmoment von 415 Nm bietet. V6-Modelle mit Hinterradantrieb können 2265 kg ziehen, V8-Modelle mit Hinterradantrieb 3307 kg. Bei den Allradmodellen liegt dieser Wert bei 3171 kg. Bei Einführung hatten die SR5- und Sport-Edition-Modelle graue Kunststoffapplikationen und -stoßfänger. Die Sportmodelle hatten auch eine funktionslose Hutze auf der Motorhaube. Serienmäßig war ein 5-Gang-Automatikgetriebe verbaut.

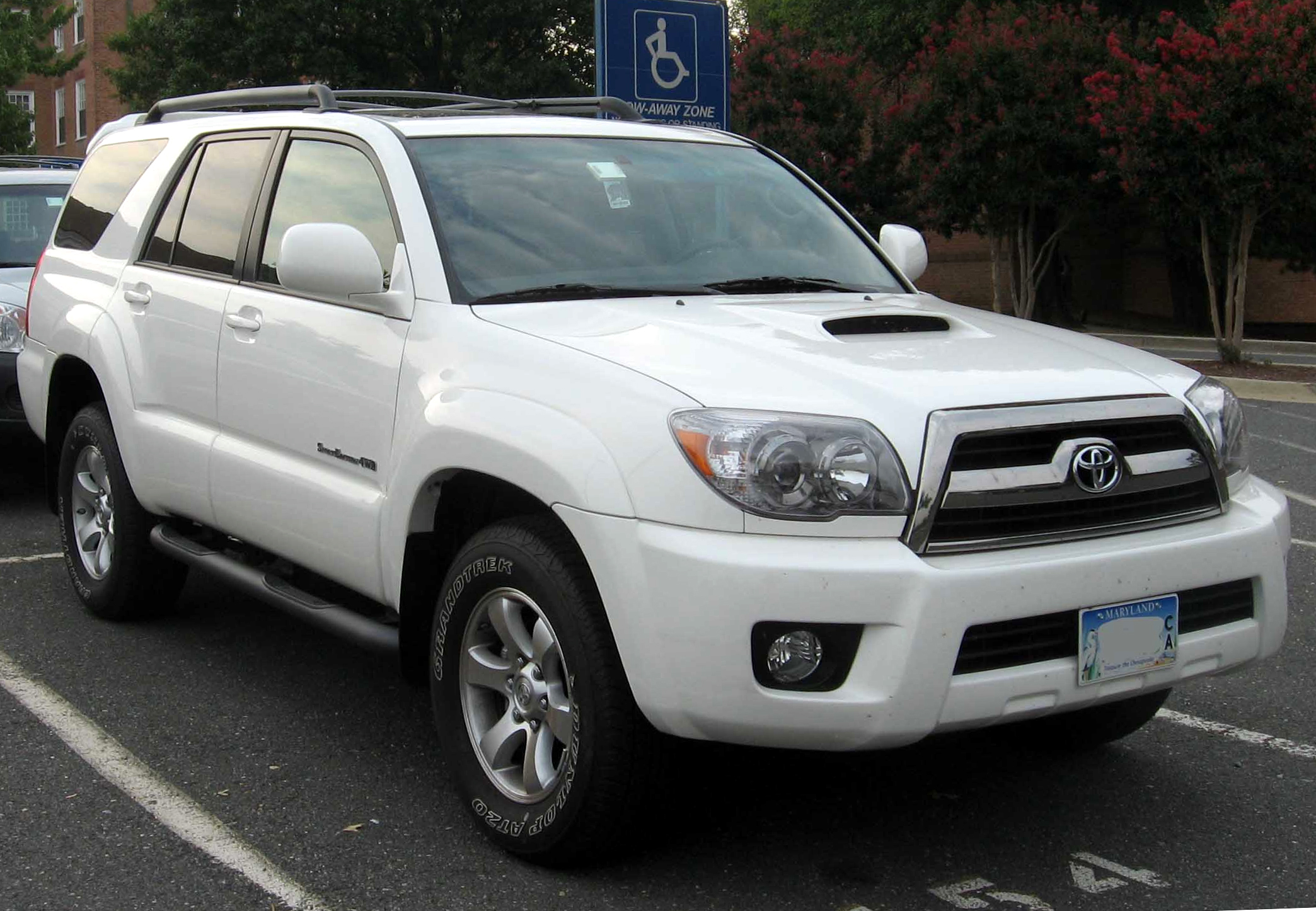
Toyota 4Runner Sport Edition 4WD (2005–2007)

Die Vorderräder wurden an doppelten Querlenkern aufgehängt, während die Hinterachse an vier Lenkern auf jeder Seite hing. Der 4Runner hatte weiterhin einen separaten Rahmen und eine Starrachse hinten, eine Konstruktion, die Stärke und Haltbarkeit im Geländebetrieb mit guten Straßenfahreigenschaften und großem Innenraum kombinierte. Das auf Wunsch erhältliche Allradsystem war beim V8 permanent und beim V6 zuschaltbar; beide hatten ein Torsen-Ausgleichsgetriebe in der Mitte, aber nur beim V8-Modell konnte es auch gesperrt werden. Ein neues Fahrwerk, das X-Relative Absorber System (X-REAS), wurde serienmäßig beim Sport Edition geliefert und auf Wunsch auch beim SR5 oder beim Limited. Bei Letzterem war auch eine Luftfederung mit automatischer Niveauregulierung enthalten. Das X-REAS verbindet die Stoßdämpfer durch Schläuche diagonal miteinander, um bei scharf gefahrenen Kurven die Seitenneigung zu verringern. Alle 4Runner waren mit Gleitplatten für den Motor, den Allradantrieb und den Benzintank ausgestattet, um Schäden bei Geländefahrt zu vermeiden. Die Berganfahrhilfe (HAC) verhinderte Zurückrollen beim Anfahren am Berg, und die Bergabfahrhilfe (DAC, nur bei Allradantrieb) regelte Gas und Bremseneingriff automatisch bei sehr langsamer Bergabfahrt. Beide Systeme wurden serienmäßig bei den Allradversionen geliefert.
Zur Serienausstattung gehörten auch eine in Neigung und Länge verstellbare Lenksäule, elektronische Türverriegelung mit Fernbedienung („Keyless Entry“), Zweizonenklimaautomatik, elektrisch betätigte Lendenwirbelstütze für den Fahrer, ein elektrisch betätigtes Heckfenster und bei den V8-Modellen eine Aufnahme für eine Anhängerkupplung, die direkt am hinteren Querträger befestigt war. Auf Wunsch waren erhältlich: Garagentoröffner („HomeLink“), ein elektrochromatisch abblendbarer Rückspiegel, ein elektrisch betätigtes Glasschiebedach, eine dritte Sitzbank, ein DVD-basiertes Navigationssystem, eine JBL-Stereoanlage mit zehn Lautsprechern und eine Audioanlage für die Rücksitzpassagiere. Als Sonderausstattung gab es auch ein System aus zwei Rückfahrkameras (jeweils an der rechten und linken D-Säule montiert).

### Sicherheitsaspekte
Alle 4Runner hatten Toyotas Star Safety System, das ABS, elektronische Bremskraftverteilung (EBD), Bremsassistent (BAS), Traktionskontrolle (TCS) und Stabilitätskontrolle (VSC) enthielt. Bei den Modelljahrgängen 2005 bis 2007 waren die Seitenairbags vorne auf Wunsch erhältlich, ab 2008 waren sie Serienausstattung.
Im April 2007 zeigte der Bericht des Insurance Institute for Highway Safety (IIHS), dass der 4Runner in den Jahren 2002 bis 2005 eine der niedrigsten Raten an tödlichen Unfällen (13 pro 1 Mio. registrierter Fahrzeuge) hatte. Nur der Infiniti G35 und der BMW 7er hatten noch niedrigere Raten.
Das IIHS beurteilt den 4Runner N210 als generell „gut“ beim frontalen Offsetaufprall und ebenso generell „gut“ beim Seitenaufprall (Fahrzeuge mit Seitenairbags). Dies sind die besten Ergebnisse für ein von einem Pick-up abgeleitetes, mittelgroßes SUV. Der 4Runner bekam ein „gut“ in 13 von 14 getesteten Kategorien.
| Frontaufprall Fahrer:             | 4 Sterne |
| Frontaufprall Beifahrer:          | 4 Sterne |
| Seitenaufprall Fahrer:            | 5 Sterne |
| Seitenaufprall Rücksitzpassagier: | 5 Sterne |
| Überschlag:                       | 3 Sterne |

### Sonderausstattung TRD
siehe Toyota Racing Development

### Änderungen von Modelljahr zu Modelljahr
- Anfang 2003 bot Toyota ein Zusatzausstattungspaket für den SR5 an, das Applikationen und Stoßfänger in Wagenfarbe umfasste. Im April 2003 wurde dieses Zusatzausstattungspaket zusammen mit Nebellampen, Trittbrettern und 16-Zoll-Alufelgen zur Serienausstattung beim SR5. Der Sport Edition bekam ebenfalls schwarze Trittbretter und Applikationen in Wagenfarbe anstatt der grauen Applikationen und des verchromten Kühlergrills, der verchromten Türgriffe und der Chromapplikationen an der Heckklappe[7][8][9].
- 2004 wurde ein Reifendruckkontrollsystem der Serienausstattung hinzugefügt. Auf Wunsch war eine dritte Sitzbank für den SR5 und den Limited erhältlich.
- Das Modelljahr 2005 brachte Verbesserungen für den auf Wunsch erhältlichen V8-Motor und machte die Fünfstufenautomatik zur Serienausstattung beim V6-Modell. Außen gab es leichte Veränderungen, wie Stoßfängerapplikationen in Wagenfarbe (anstatt der silberfarbenen (außer beim Modell Dorado Gold)) am SR5 und Limited, einen verchromten Kühlergrill beim SR5, schwarze Dachreling und schwarze Trittbretter (anstatt der silbernen) beim Limited und einen neuen Heckspoiler. Die Außenfarbe Salsa Red Pearl wurde für alle Ausstattungsvarianten eingeführt. Eine ähnliche Farbe war schon für den 4Runner der dritten Generation verfügbar.
- 2006 wurde die vierte Generation leicht überarbeitet. Die Änderungen umfassten veränderte Front- und Heckstoßfänger, einen neuen Kühlergrill, neue Projektionsscheinwerfer, LED-Rückleuchten, zusätzlichen Chromschmuck für den SR5 und einen rauchverchromten Kühlergrill, eine Dachreling aus Rohren und Stufentrittbretter beim Sport Edition. Der überarbeitete vordere Stoßfänger hatte runde Nebelleuchten sowie neu angeordnete Blinkleuchten und Scheinwerfer. Der überarbeitete Heckstoßfänger hatte keine Rückstrahler mehr. Das Audiosystem bekam Anschlüsse für MP3-Spieler und weitere Geräte. Die Ausstattungsvariante Limited unterschied sich durch besondere 18-Zoll-Felgen und ein Memory-System für die Sitze weiter von den anderen Varianten.
- 2007 präsentierte sich der 4Runner unverändert, nur die neue graue Farbvariante Shadow Mica kam dazu.
- 2008 bekamen alle 4Runner serienmäßig Seitenairbags mit Überschlagsensoren, einen Schalter zum Deaktivieren des VSC, einen leicht veränderten Kühlergrill, ein verbessertes Reifendrucküberwachungssystem und einige Veränderungen am Sicherheitsgurtwarnsystem und an der Bremsüberwachung.
- 2009 gab es für die Sport Edition ein Urban Runner Package. Ein Trail Edition Package bot ein elektronisch verriegelbares Differenzial, Advanced Traction Control (A-TRAC) und Bilstein-Stoßdämpfer.

Spätere Modelle hatten eine DVD-Videoanlage für die Rücksitzpassagiere (RSES) mit 9”-LC-Bildschirm und zwei drahtlose Kopfhörer.

## 4Runner N280 (2009–2024)

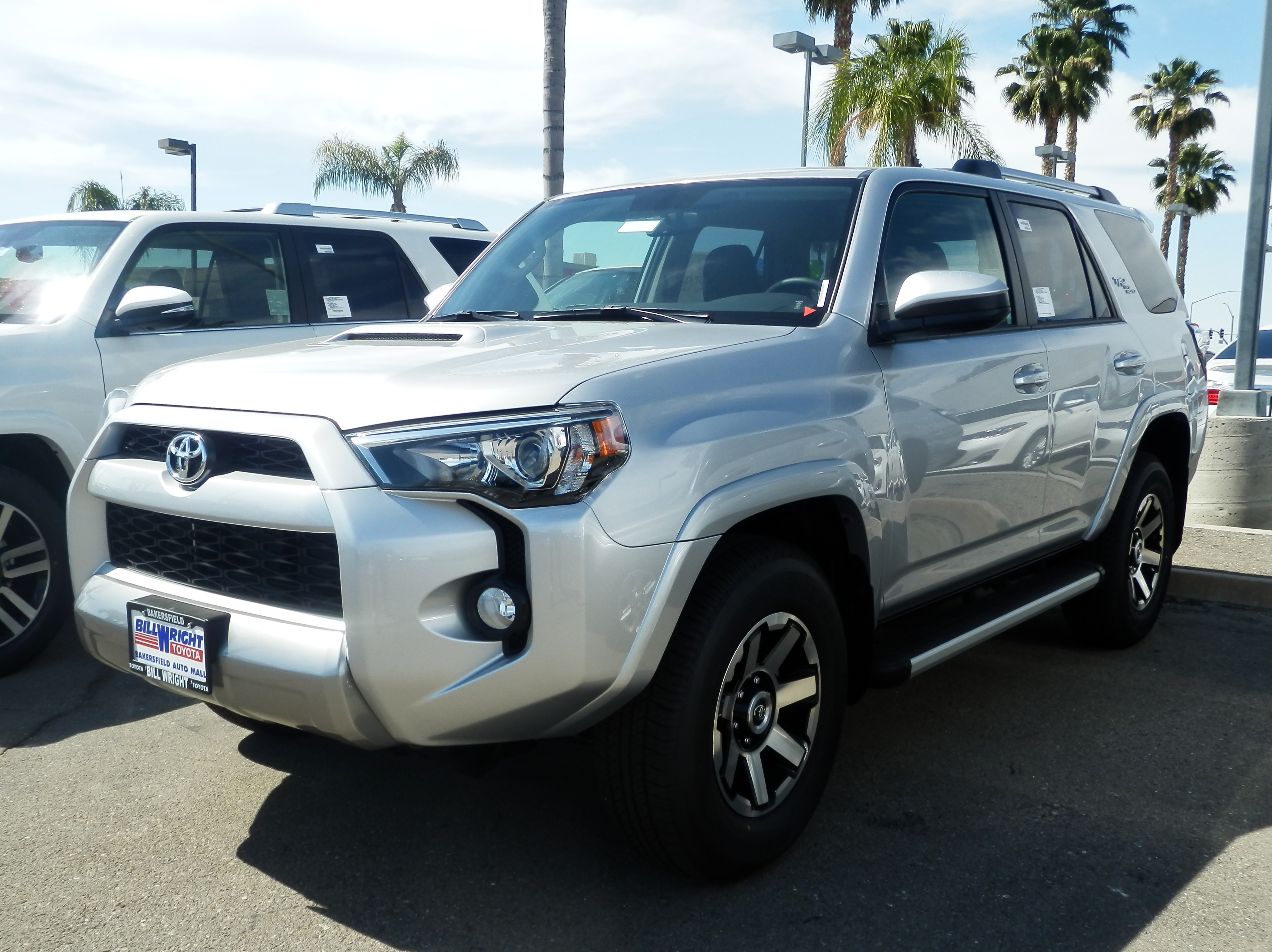
Toyota 4Runner (2017–2024)

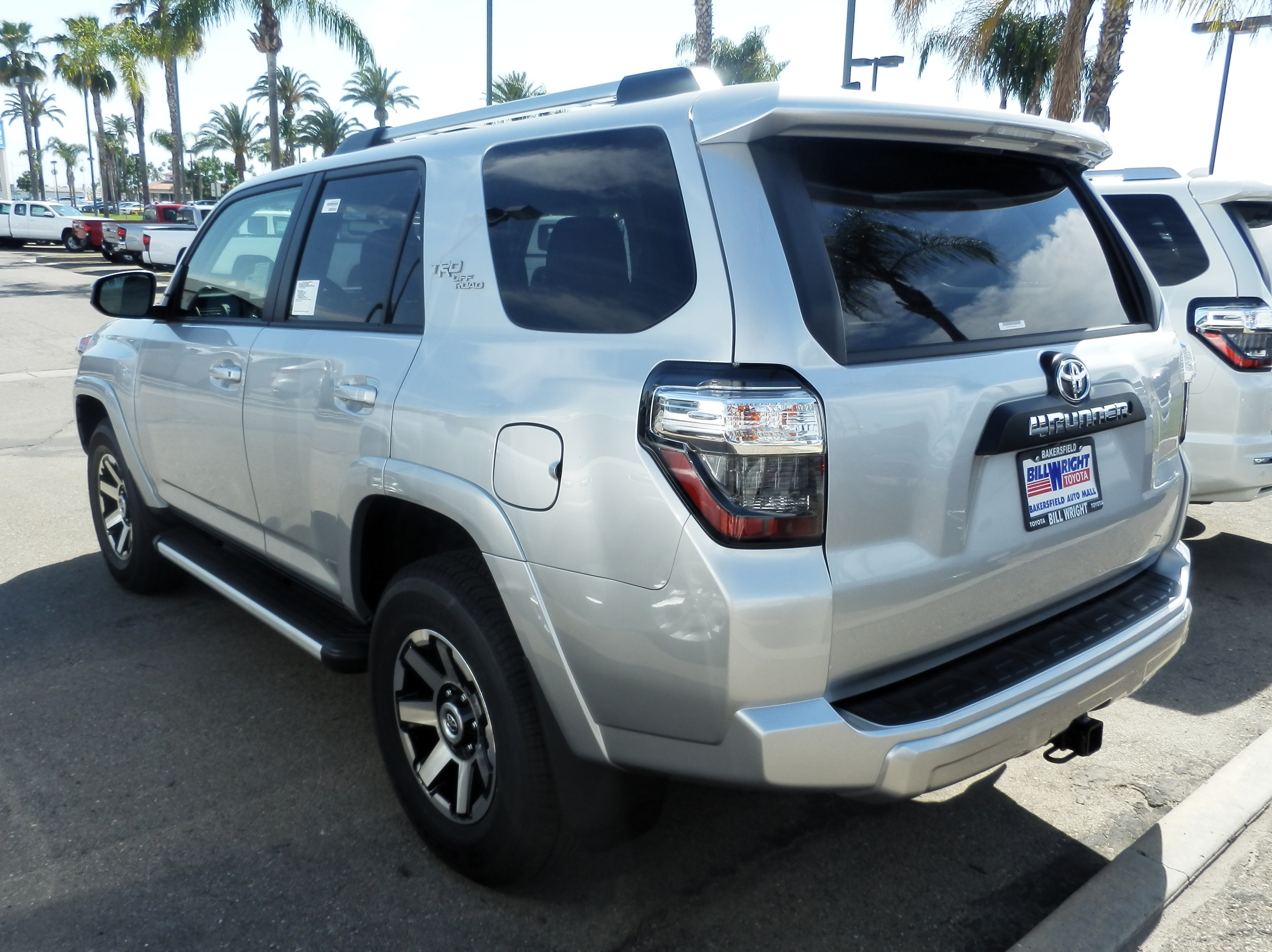
Heckansicht

Die fünfte Generation 4Runner wurde auf der Texas State Fair am 24. September 2009 vorgestellt. Sie war offiziell nur noch in Nordamerika erhältlich und hat daher nur noch Benzinmotoren.
Die Basis ist das Vorgängermodell, jedoch in der Länge und vor allem in der Höhe deutlich größer. Es waren drei Ausstattungsvarianten erhältlich, von denen zwei bereits beim Vorgänger zur Verfügung standen. Neben der SR5- und Limited-Edition, die im Wesentlichen den Vorgängerversionen entsprechen, gab es nun die TRD Modelle (bis 2014 Trail Edition genannt). Während bei SR5- und TRD-Versionen ein zuschaltbarer Allradantrieb eingebaut ist, handelt es sich bei der Limited-Version um einen permanenten Allradantrieb. Alle Modelle verfügen über A-TRAC. Die neue „TRD Off Road“-Version bietet das Toyota Kinetic Dynamic Suspension System (KDSS) und Crawl Control (auch für die TRD Pro Version) an, die bisher nur für Premium-Toyota-Fahrzeuge verfügbar waren, sowie ein Hinterachs-Sperrdifferenzial.
Ein 2,7-Liter-R4-Benzinmotor wurde anfänglich für die 2WD-Modelle mit 4-Gang-Automatikgetriebe angeboten. Diese Version wurde jedoch mit Ende 2010 eingestellt. Seitdem war der 4,0-Liter-V6, der über Dual VVT-i die Leistung, Drehmoment und Kraftstoffverbrauch verbessert, serienmäßig bei allen Modellen mit 5-Gang-Automatikgetriebe ausgestattet.

## 4Runner N380 (seit 2024)

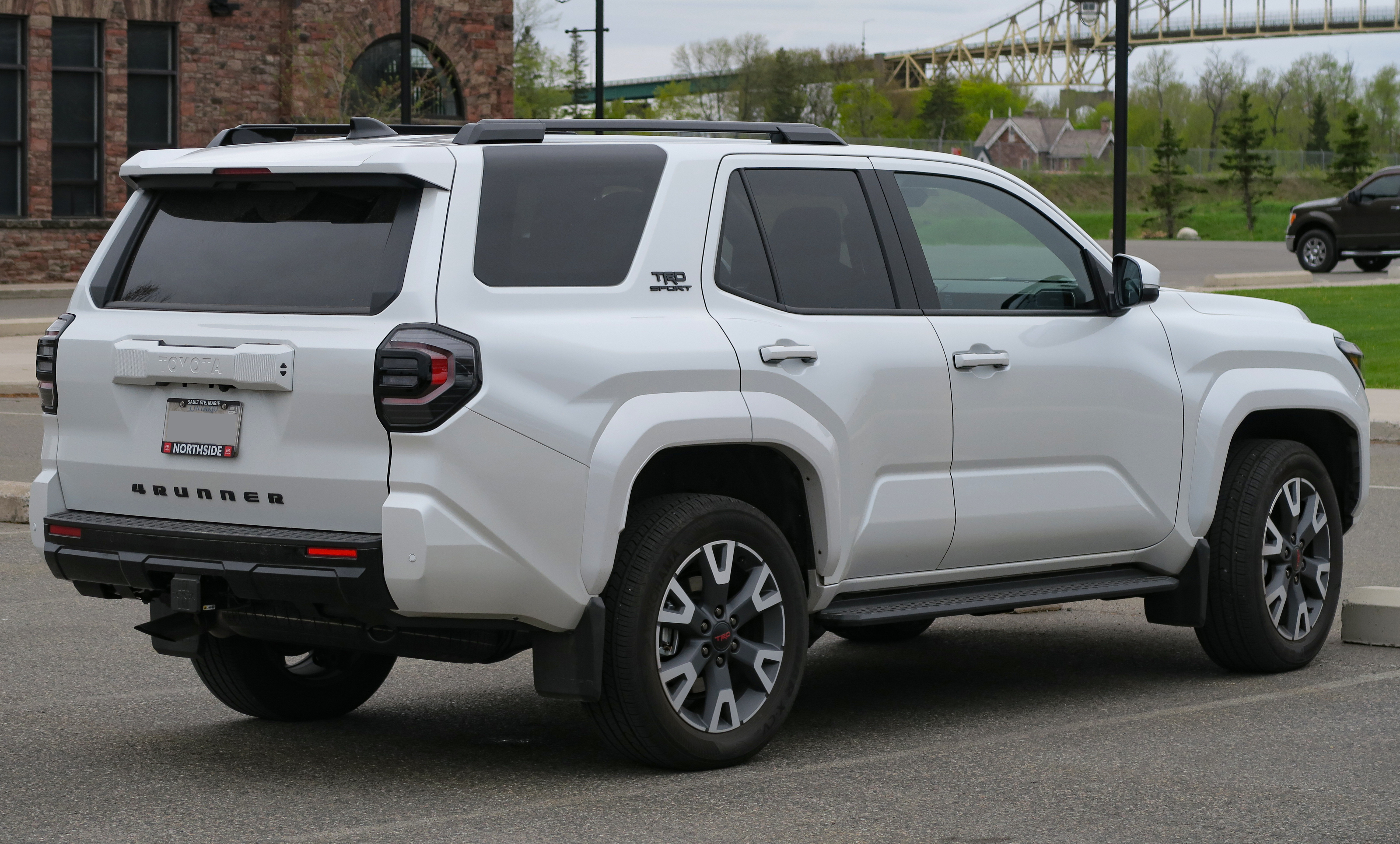
Heckansicht

Die sechste Generation der Baureihe wurde im April 2024 vorgestellt und kam im Dezember 2024 in den USA in den Handel. Fortan baut sie auf der Toyota New Global Architecture (F-Skalierung) auf. Es gibt einen 2,4-Liter-Benziner mit einer maximalen Leistung von 207 kW (282 PS) oder einen 2,4-Liter-Otto-Hybrid mit einer maximalen Leistung von 243 kW (330 PS). Die Basismodelle haben Hinterradantrieb, gegen Aufpreis ist Allradantrieb verfügbar.

## Verkaufszahlen
| Kalenderjahr | USA     |
| ------------ | ------- |
| 2000         | 111.797 |
| 2001         | 90.250  |
| 2002         | 77.026  |
| 2003         | 109.308 |
| 2004         | 114.212 |
| 2005         | 103.830 |
| 2006         | 103.086 |
| 2007         | 87.718  |
| 2008         | 47.878  |